# Pteropus woodfordi
La volpe volante nana (Pteropus woodfordi Thomas, 1888) è un pipistrello appartenente alla famiglia degli Pteropodidi, endemico delle Isole Salomone.

## Descrizione

### Dimensioni
Pipistrello di medie dimensioni, con la lunghezza della testa e del corpo tra 119,5 e 126,1 mm, la lunghezza dell'avambraccio tra 89 e 93 mm e un peso fino a 170 g.

### Aspetto
La pelliccia è corta. Il colore del dorso è marrone scuro, mentre le parti ventrali sono più scure e cosparse di lunghi e ruvidi peli argentati. Le spalle sono color creta, il capo è gradualmente più scuro. I maschi hanno un ciuffo di peli fulvi intorno alle ghiandole del collo. Il muso è marrone scuro, relativamente corto ed affusolato. Gli occhi sono grandi. Le orecchie sono corte, triangolari e nascoste parzialmente nella pelliccia. Le membrane alari sono attaccate lungo i fianchi. La tibia è priva di peli. È privo di coda mentre l'uropatagio è ridotto ad una sottile membrana lungo la parte interna degli arti inferiori.

## Biologia

### Comportamento
Si rifugia in vecchi tronchi d'albero cavi.

### Alimentazione
Si nutre di infiorescenze delle noci da cocco e fiori di Kapok.

### Riproduzione
Quando sono sessualmente attivi, i maschi di questa specie hanno un forte odore pungente e grandi e prominenti testicoli.
Due femmine in allattamento ed una nelle prime fasi della gravidanza sono state catturate nel mese di maggio. Giovani esemplari sono stati invece osservati in aprile e giugno.

## Distribuzione e habitat
L'areale di questa specie è ristretto alle Isole Salomone: Fauro, Guadalcanal, Kerehikapa, Kolombangara, Malaita, Mbanika, Nuova Georgia, Nggela Sule, Pavuvu, Sikopo, Vangunu e Vella Lavella.
Vive in svariati habitat, dai giardini alle foreste mature, fino a 1.230 metri di altitudine.

## Tassonomia
In accordo alla suddivisione del genere Pteropus effettuata da Andersen, P. woodfordi è stato inserito nello P. scapulatus species Group, insieme a P. scapulatus stesso, P. gilliardorum e P. mahaganus. Tale appartenenza si basa sulle caratteristiche di non avere un ripiano basale nei premolari e di avere denti masticatori eccessivamente ridotti.
Altre specie simpatriche dello stesso genere: P. admiralitatum e P. rayneri e P. tonganus.

## Conservazione
La IUCN Red List, considerata la ristrettezza e frammentazione della sua distribuzione e il continuo declino del proprio Habitat, classifica P. woodfordi come specie vulnerabile (VU).